# 第51回桜花賞
1991年4月7日に京都競馬場で施行された第51回桜花賞について記載する。

## レース施行時の状況
阪神競馬場の改修工事により、第27回以来24年ぶりに京都競馬場で行われた。馬場状態はやや重。イソノルーブルは報知杯4歳牝馬特別（中京競馬場での代替開催）で芝1200mを逃げ切った。
人気はイソノルーブル、ノーザンドライバー、スカーレットブーケ、シスタートウショウと続いた。

## イソノルーブル落鉄事件
ところがイソノルーブルに落鉄が発生。そのイソノルーブルは興奮状態で蹄鉄を打たないまま発走となった。
この事件は後にイソノルーブル陣営によるJRA批判、さらに競馬ファンによるJRAを相手取った民事訴訟に発展した。

## レース展開
ゲートが開き、トーワディステニーとイソノルーブルが行き、これにシスタートウショウとノーザンドライバー（鶴留厩舎の2頭）が続いた。4コーナーを回って直線に入り、イソノルーブルは失速。外からシスタートウショウに大外から伏兵のヤマノカサブランカが2番手に上がったところでゴール。シスタートウショウはここまで無傷の4連勝となった。
連勝複式は1-4で22,630円と言う当時としては超大穴馬券で大波乱となった（八大競走史上最高額配当は第16回東京優駿の単勝55,430円。ただし他のGIを含めると当時の史上最高額配当は第14回エリザベス女王杯の単勝43,060円であったため、史上最高額配当は更新とならなかった）。